# アズリエリセンター

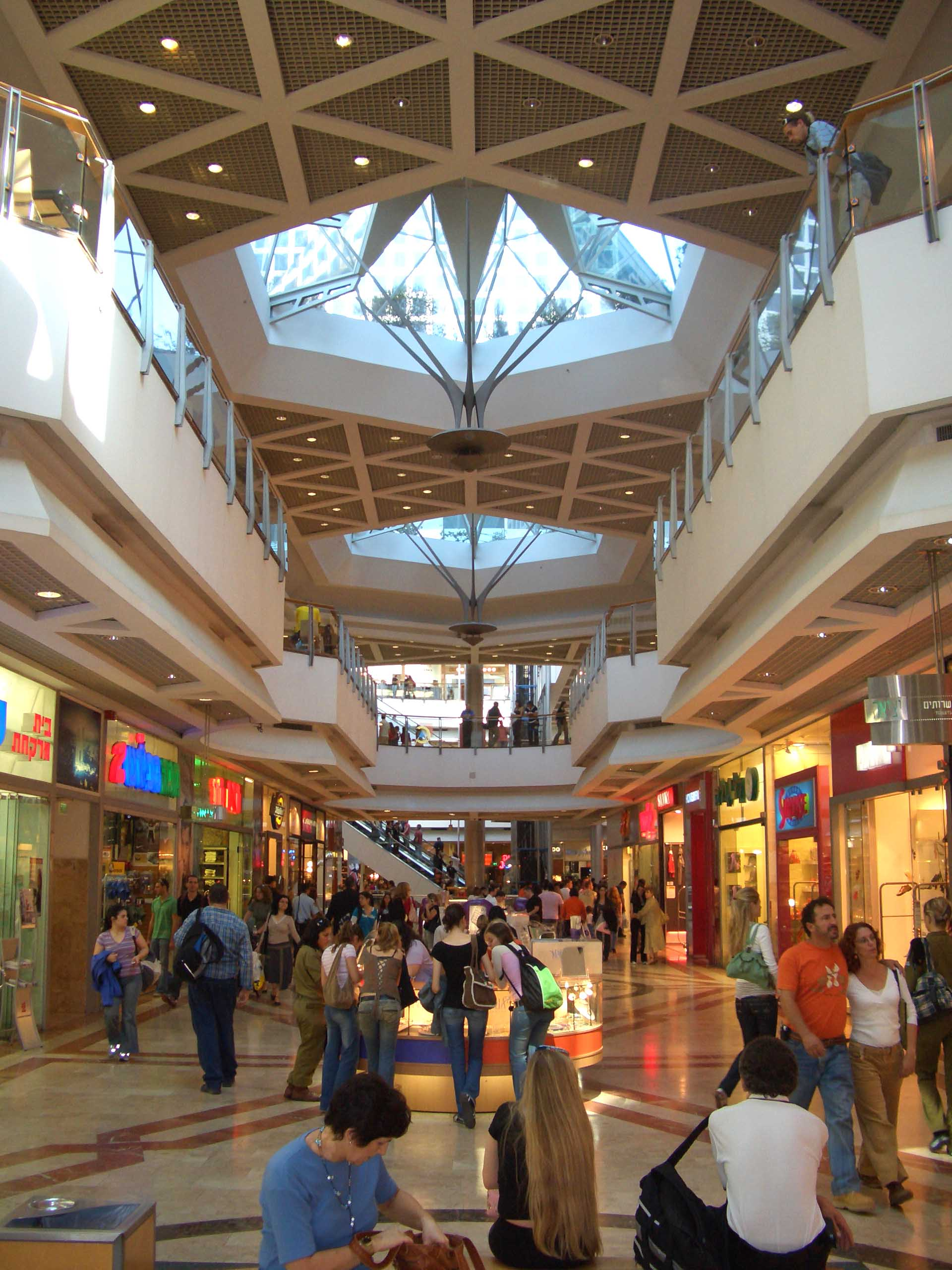
アズリエリセンター内のショッピングモール

アズリエリセンター（ヘブライ語: מֶרְכָּז עַזְרִיאֵלִי‎、英語：Azrieli Center）はイスラエル・テルアビブ市街中心部にある高層ビル・コンプレックス。不動産デベロッパーのデイビッド・アズリエリにより建設された。主にサーキュラー・タワー、トライアンギュラー・タワー、スクエア・タワーの3棟から構成されており、サーキュラー・タワーが最も高い。

## 構成

### サーキュラー・タワー
187mの高さで、3棟のうちもっとも高い。1996年着工、1999年竣工。49階建てでテルアビブで最も高く、イスラエルではテルアビブ東郊のラマト・ガンにあるモシェ・アヴィヴ・タワーに次いで2番目の高さである。

サーキュラー・タワーからの眺望

### トライアンギュラー・タワー
1996年着工、1999年竣工。169mの高さ、46階建てである。断面は正三角形の形状である。

### スクエア・タワー
2007年竣工。154m、42階建てである。建設工事は1998年に中断し、2006年に再開した。クラウンプラザ・ホテルが入居している。

### ショッピング・モール
低層階に設定されているアズリエリセンター・モールはイスラエル最大級で、週末は若者で賑わっている。

## 交通
アズリエリセンターはイスラエル鉄道のテルアビブ・ハシャローム駅に歩道橋で接続されており、また自動車ではアヤロン・ハイウェイ（ハイウェイ20号線）に近接している。

## ギャラリー

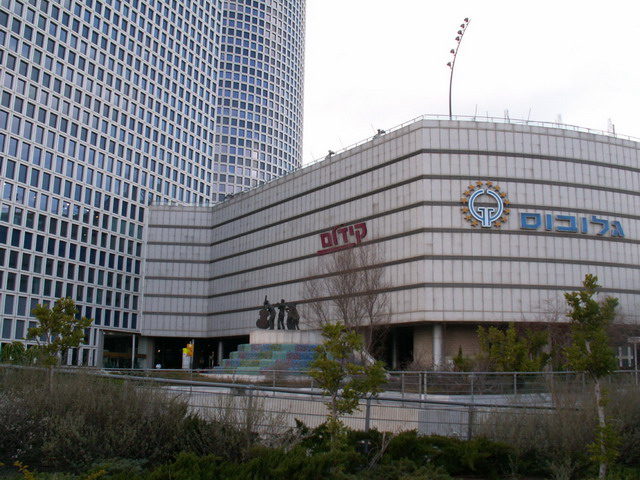
Ground level view of the Complex
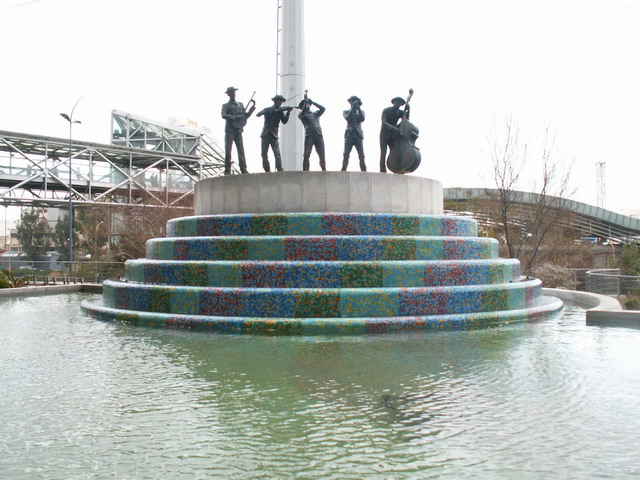
Fountain at the Azrieli Complex
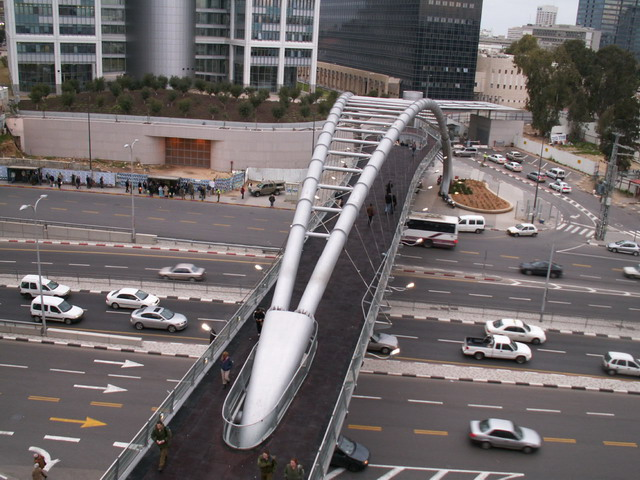
Bridge connecting foot traffic to the Complex
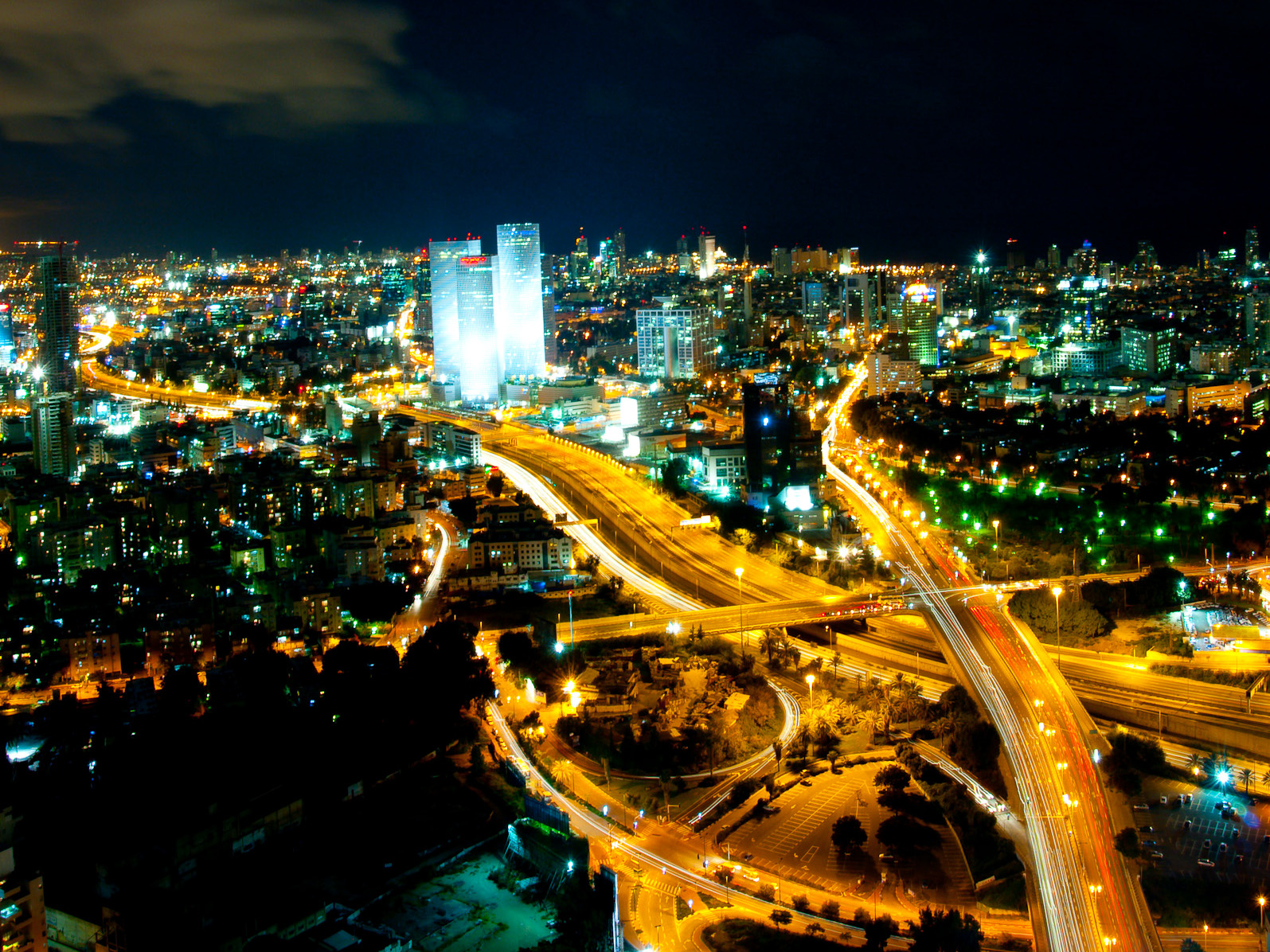
Azrieli Center at night